# José Ciprian Alfonso
José Ciprian Alfonso Pita (Los Palacios, 28 marzo 1984) è un calciatore cubano, di ruolo attaccante.

## Carriera
Ha esordito con la maglia della Nazionale cubana nel 2013.